# 心をゆらして
「心をゆらして」（こころをゆらして）は、1981年3月に日本コロムビアから発売された岩渕まことのシングル。テレビ朝日系のアニメ『ドラえもん』の映画『ドラえもん のび太の宇宙開拓史』の主題歌である。

## 概要
『ドラえもん のび太の宇宙開拓史』では、エンディングの直前のシーンで流れた（エンディングテーマは大山のぶ代の歌う「ポケットの中に」である）。本曲のアレンジBGMは「宇宙開拓史」だけではなく、TV版ドラえもんにも流用されている。
本曲の作曲は後半部分を菊池俊輔が、前半部分を菊池の当時中学生だった次男が手掛けている。楠部三吉郎（シンエイ動画の元代表取締役会長）に菊池親子の曲をそれぞれ聴かせたところ、次男の前半と菊池の後半を足したらいいんじゃないかと提案され、たまたまキーも合ったため親子合作という形になった。作曲者名の「菊池俊輔」は、「俊」の字以外は次男の名前から取っている。
テレビアニメ『エスパー魔美』でも本曲が使用された。（第25話「スランプ」）
発表当時は作詞者の武田鉄矢がテレビ番組で歌唱することもあった。

## シングル

### 1981年
1. 心をゆらして
歌：岩渕まこと
作詞：武田鉄矢、作曲・編曲：菊池俊輔
2. のんきなのび太くん
歌：小原乃梨子
作詞：はばすすむ、作曲・編曲：菊池俊輔

### 1982年
1. 海はぼくらと
歌：岩渕まこと
作詞：武田鉄矢、作曲・編曲：菊池俊輔
2. 心をゆらして
歌：岩渕まこと
作詞：武田鉄矢、作曲・編曲：菊池俊輔

## アルバム
- 数多くのドラえもん映画主題歌集に収められている。

## カバー
- 今井ゆうぞう（アルバム『W.A.L.K.』に収録）